# ムーン・パイ

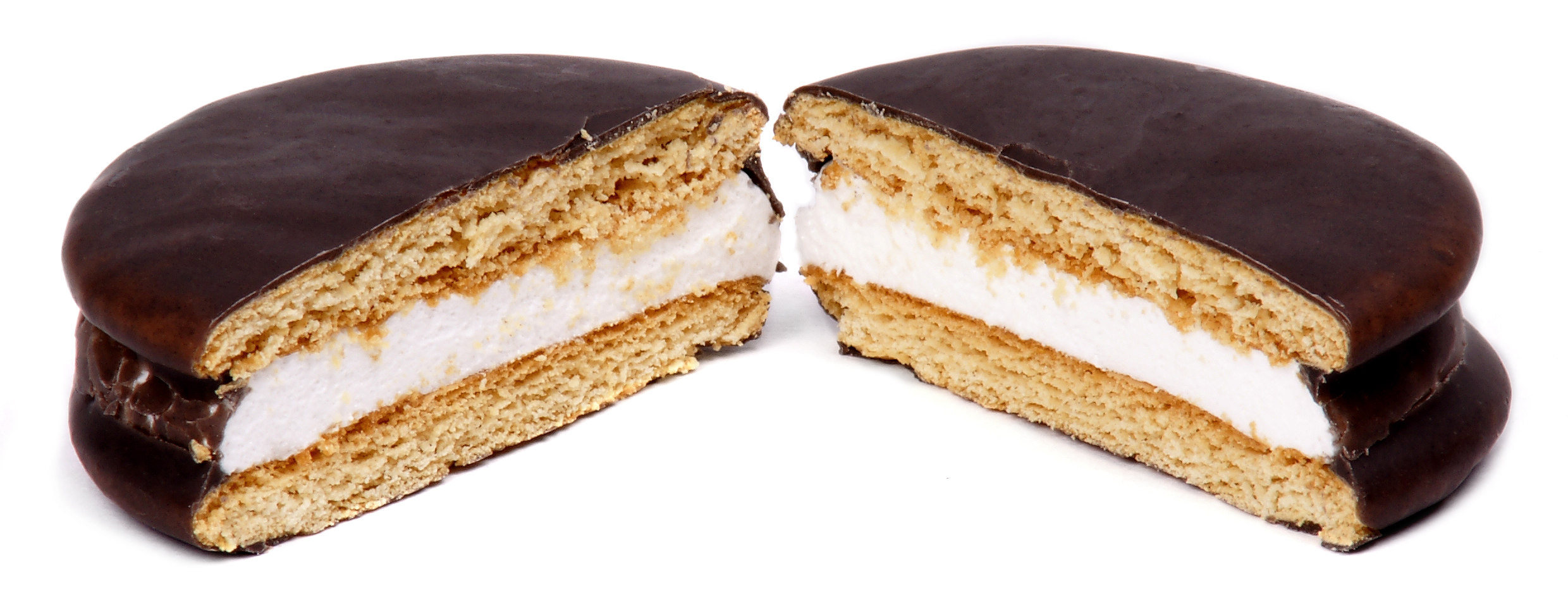
ムーン・パイ

ムーン・パイ(Moon pie またはMoonPie ) は、アメリカ合衆国の2枚の丸いグラハム・クラッカー・クッキーの間にマシュマロを挟み、周りをコーティングした人気菓子。
しばしばアメリカ合衆国南部の代表的食品として伝統的にRCコーラとセットで考えられている。現在、ムーン・パイはテネシー州チャタヌーガのチャタヌーガ・ベイカリーで製造されている。
伝統的なパイは直径約4インチ(10cm)である。縮小版ミニ・ムーン・パイはその約半分で、ダブル=デッカー・ムーン・パイは3枚のクッキーの間にマシュマロが挟まれている。コーティングにはチョコレート、バニラ、ストロベリー、バナナの4種類がある。ダブル=デッカー・ムーン・パイはその他にレモンとオレンジがある。ムーン・パイ・クランチはピーナッツバターとミントしかない。

## 歴史

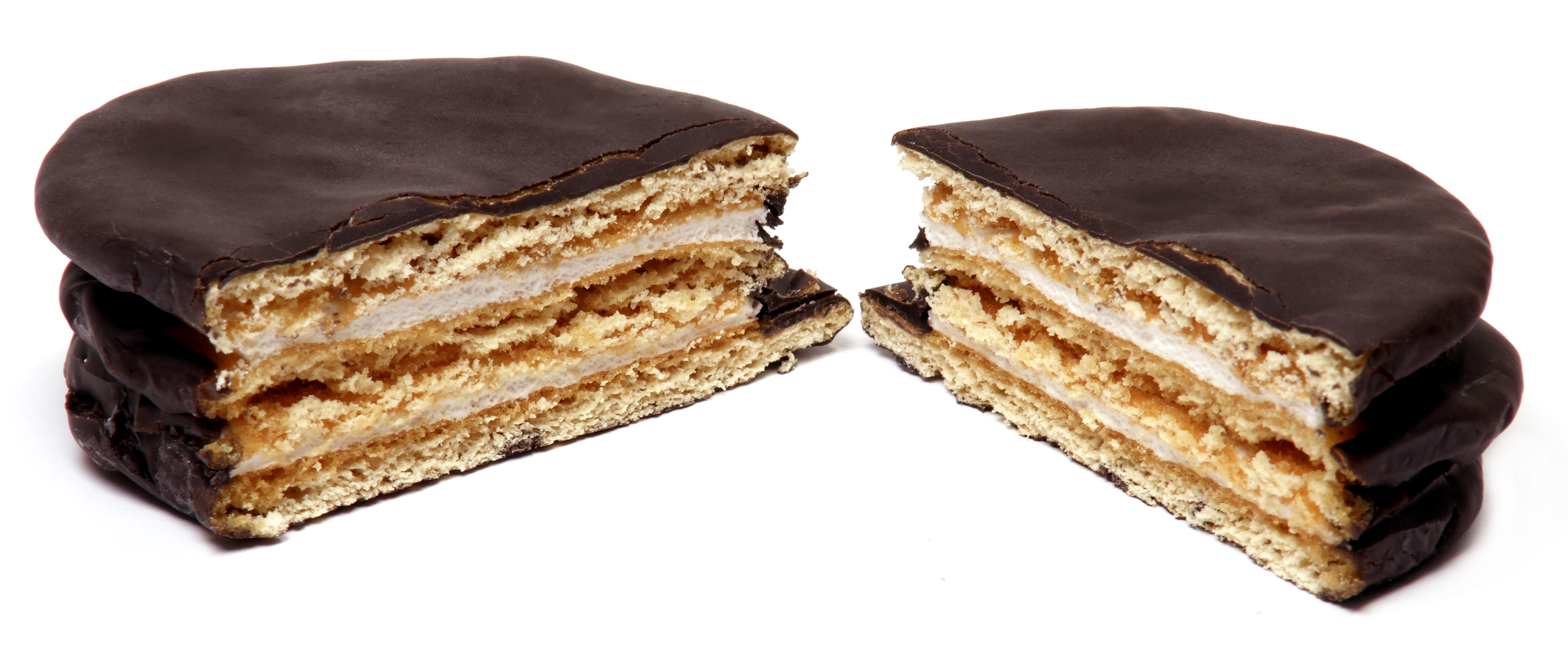

ムーン・パイは1917年からチャタヌーガ・ベイカリーで製造されている。アール・ミッチェル・ジュニアはケンタッキー州の炭鉱労働者にどのような菓子を食べたいか聞いた際「グラハム・クラッカーとマシュマロと、チョコレートでコーティングされた何か」という答えがあったことから、ムーン・パイのアイデアが思い浮かんだことを父親に話した。父が炭鉱労働者に大きさを問うたところ、この炭鉱労働者は夜空を見上げて満月を手で囲った。
RCコーラと共に食されるようになった正確な時期や理由は明らかではないが、安価な割に大きく、「労働者の昼食」としてセットで考えられるようになった。このセットの人気は1950年代のビル・リスターのポピュラー・ソング『Gimmee an RC Cola and a Moon Pie』でも歌われている。1973年、NRBQの『An RC Cola and a Moon Pie』が発表されヒットした。
2008年12月31日大晦日、アラバマ州モービルで12フィート(3.7m)のムーン・パイ型のライトがカウントダウンに登場した。バナナ色のムーン・パイ型のライトがクレーンにより200フィート(61m)の高さに吊り上げられた。また新年を祝し、55パウンド(25kg)、45,000カロリーの世界最大のムーン・パイが焼かれた。
毎年テネシー州ベル・バックルでRC&ムーン・パイ・フェスティバルが、アラバマ州ベセマーでムーン・パイ早食い大会が開催されている。
2010年10月16日、ミズーリ州カルサースヴィルで行なわれた早食い大会で「黒い未亡人」として知られるソーニャ・トーマスが8分間で38個のムーン・パイを完食した。
2012年5月、テネシー州ニューポートで第1回ムーン・パイ・フェスティバルが開催された。

### マルディ・グラ
1956年、アラバマ州モービルで開催されたマルディグラのフロート車からクルーが観客に向けてムーン・パイを投げる伝統ができた。その後ミシシッピ州メキシコ湾でも同様のイベントが行なわれる。
ムーン・パイ投げの最西端はルイジアナ州スライデルでThe Krewe of Mona Lisa and Moon Pieによるパレードで行なわれる。またアラバマ州オニオンタではウォルマート従業員ジョン・ラヴが誤って大量に入荷した際早食いコンテストを開催したことから現在も毎年行なわれている。この逸話はウォルマート創業者サム・ウォルトンの自伝『Made in America』に記されている。

## 栄養成分表
ムーン・パイは低脂肪だが糖分過多のマシュマロが含まれている。チョコレートでコーティングされたミニ・ムーン・パイ(2004年より)の栄養素含有量は、総重量57g(2オンス)の中に226カロリー、飽和脂肪酸 3.5g, 炭水化物 40g, タンパク質 4g, 鉄分 5%が含まれている。
チョコレート・ミニ・ムーン・パイの栄養成分は通常のムーン・パイの約65%である。
材料はナイアシン, 還元鉄, 硝酸チアミン, リボフラビン, 葉酸を含めた小麦粉, コーンシロップ, 砂糖, ショートニング (水素添加大豆油および/または綿実油および/またはココナツオイルおよび/またはパーム核油および/またはパーム油を含む), 大豆粉, ココアパウダー (アルカリ処理), ココア, コーシャー・ゼラチン, 重曹, レシチン, 塩, 香料, 亜硫酸ナトリウム。
オリジナルのムーン・パイの栄養成分表:
- 分量 1 (57gまたは2 oz)
- カロリー: 226 脂肪カロリー: 51
- 総脂肪量: 5.7g (飽和脂肪酸 3.5g) コレステロール: 0mg ナトリウム: 188mg
- 総炭水化物量: 40g (食物繊維 0g, 砂糖 12.5g)
- タンパク質: 4g
- ビタミンA: 0%
- ビタミンC: 0%
- 鉄分: 5%.

ミニ・ムーン・パイの栄養成分表:
- 分量 1 (34gまたは1.2 oz)
- カロリー: 152 (または130) 脂肪カロリー: 40 (または30)
- 総脂肪量: 4.5g (飽和脂肪酸 3g) コレステロール: 0mg ナトリウム: 120mg
- 総炭水化物量: 26g (食物繊維 0g, 砂糖 8g)
- タンパク質: 2.5g.

栄養成分のデータはチョコレート・ムーン・パイまたはチョコレート・ミニ・ムーン・パイのものであり、バナナ、バニラ、ストロベリー、オレンジなど他の味では栄養成分が違う場合もある。

## 類似商品
アメリカ合衆国北部には類似の「スクーター・パイ」、1枚のクラッカーの上にマシュマロを乗せてチョコレートでコーティングした「マロマーズ」がある。マッキー・フーズのリトル・デビーもムーン・パイに似た「マシュマロ・パイ」を製造している。イギリス、オーストラリア、カナダには「ワゴン・ホイール」、日本には「エンゼルパイ」がある。
いくつかの韓国の企業が「チョコ・パイ」を製造し、メキシコではGamesa社が「Mamut」、ビンボ社のペイストリー部門Marinelaが「Rocko」を販売している。トルコでは「Halley」が販売されている。

## 関連事項
- Alfajor
- Chocolate-coated marshmallow treats
- チョコパイ
- フラッファーナター
- スモア
- Wagon Wheels
- ウーピーパイ
- グー・グー・クラスター